# Enicospilus hubeiensis
Enicospilus hubeiensis là một loài tò vò trong họ Ichneumonidae.